# Bernard Germain de Lacépède
Bernard Germain de Lacépède (26 tháng 12 năm 1756 – 6 tháng 10 năm 1825) là một nhà tự nhiên học người Pháp và là một nhà hoạt động tự do. Ông được biết đến với những đóng góp to lớn trong việc hoàn thành công trình vĩ đại của Georges Louis Leclerc, Bá tước xứ Buffon, bộ sưu tập bách khoa Histoire Naturelle.

## Tiểu sử
Lacépède được sinh ra tại Agen (thuộc Guienne, một tỉnh cũ của Pháp). Ông được cha giáo dục cẩn thận ngay từ khi cò nhỏ, và những ý tưởng khởi đầu cho một bộ sách lịch sử tự nhiên của bá tước Buffon đã đánh thức sự quan tâm của ông đối với ngành nghiên cứu này. Lacépède cũng dành thời gian nhàn rỗi của mình cho âm nhạc. Ngoài việc trở thành một nghệ sĩ biểu diễn piano và organ điêu luyện, ông cũng xuất sắc trong việc sáng tác. Hai vở opera của ông (nhưng chưa bao giờ được công bố) đã được chấp thuận bởi Christoph Willibald Gluck.
Sau Cách mạng Pháp, Lacépède trở thành thành viên của Hội đồng Lập pháp. Nhưng trong Thời kỳ Khủng bố, ông rời Paris để tránh những vụ thảm sát từ Sự kiện Tháng Chín (1792). Khi Vườn bách thảo Paris được tái dựng, Lacépède được bổ nhiệm vào vị trí chuyên nghiên cứu về các loài bò sát và cá. Năm 1798, ông xuất bản tập đầu tiên của Histoire naturelle des poissons. Tập thứ 5 xuất bản vào năm 1803, và năm 1804 xuất bản Histoire des cétacées. Công việc chính trị phần nào đã hạn chế những đóng góp khoa học mang tầm quan trọng của Lacépède. Năm 1799, ông trở thành thượng nghị sĩ, sau đó thăng làm Chủ tịch Thượng viện vào năm 1801. Năm 1803, ông là thủ tướng của Bắc Đẩu Bội tinh. Vào năm 1804, ông được phong làm Quý tộc Hoàng gia của Pháp.
Ông qua đời tại Épinay-sur-Seine vào năm 1825, thọ 69 tuổi. Trong những năm cuối đời, ông đã viết cuốn Histoire générale Physique et civile de l'Europe, được xuất bản sau khi ông mất khoảng một năm, gồm 18 tập. Tên của ông được đặt cho vịnh Lacepede ở Nam Úc và quần đảo Lacepede ngoài khơi bờ biển phía bắc của Tây Úc.
Lacépède là một nhà tư tưởng tiến hóa thời kỳ đầu. Trong lập luận cho sự biến đổi của các loài, ông tin rằng các loài sẽ thay đổi theo thời gian và có thể bị tuyệt chủng từ thảm họa địa chất hoặc "biến chất" trở thành các loài mới.